# Línea de congelamiento

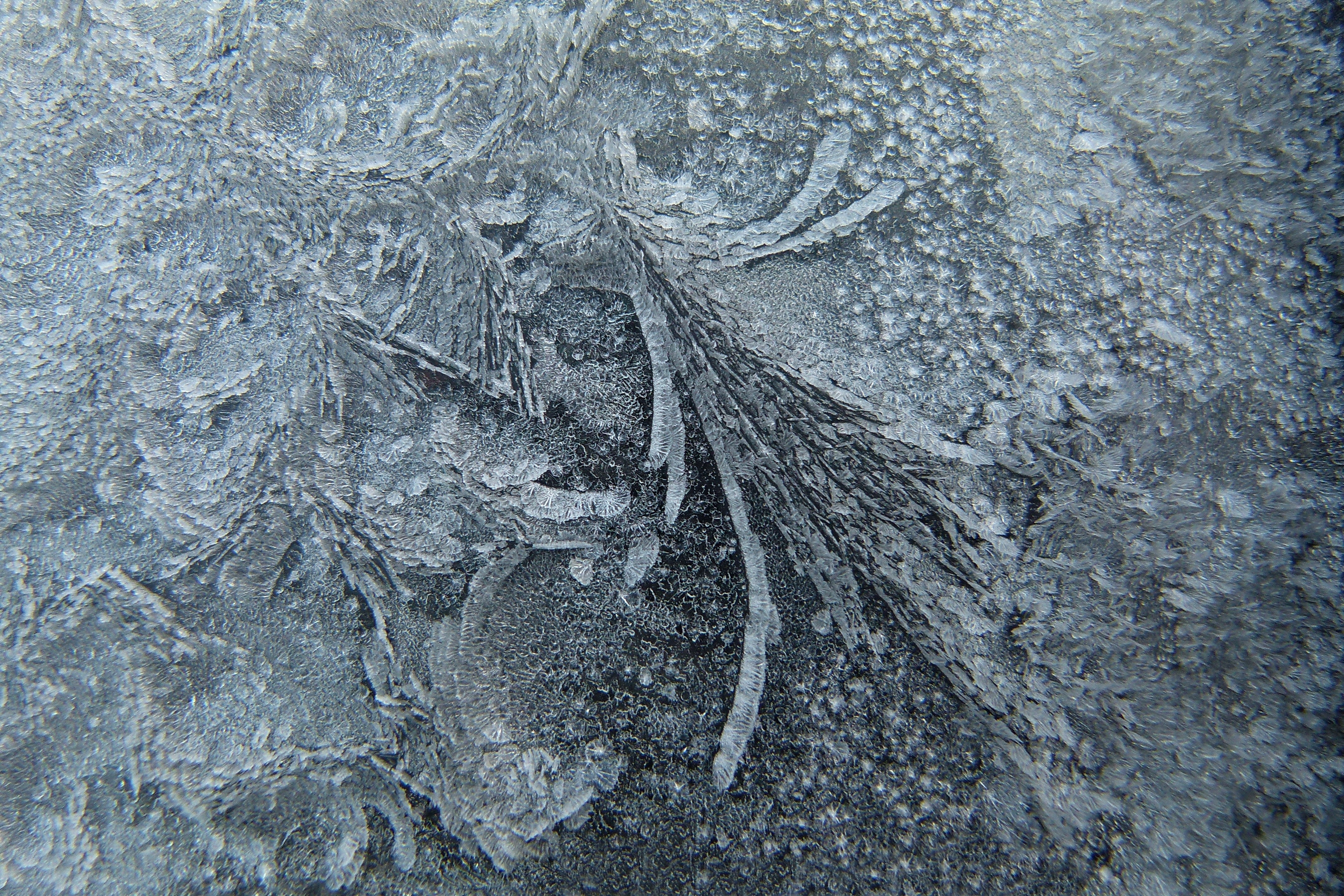
Línea de Congelamiento

En astronomía o ciencia planetaria, la línea de congelamiento, también conocida como la línea de congelación o línea de nieve o línea de hielo, se refiere en particular a la distancia en la nebulosa solar desde el centro del protosol donde esta lo suficientemente fría para que los compuestos de hidrógeno, como el agua, amoníaco y metano puedan condensarse en granos de hielo sólido. Es la distancia a partir de la cual, en el seno de la protonebulosa solar, las moléculas y átomos más livianos de la nube que fueron desplazados por el viento solar del proto-Sol, hidrógeno, helio, carbono, nitrógeno y sus compuestos más ligeros como agua, óxido de carbono, amoniaco y metano estaban a una temperatura lo suficientemente baja como para estar solidificados, formando sólidos granos de hielo.
Dependiendo de la densidad, la temperatura se estima en alrededor de 150 K. La línea de congelamiento de nuestro sistema solar esta en alrededor de 2,7 UA, cerca de la mitad del cinturón de asteroides.
Esta zona es a su vez un punto de inflexión en la formación del sistema solar primitivo, diferenciándose en la actual división entre dos clases de planetas: los planetas terrestres y los planetas jovianos.
Las sustancias livianas de la nebulosa solar fueron arrastradas por el propio viento solar, de un sol recién nacido y velocidades superiores a los 200 km/s, fueron expulsados fácilmente desde centro dicha la nebulosa primitiva hacia su exterior, más allá de la actual órbita de los asteroides, en oposición a sustancias pesadas como silicatos y granos metálicos, que orbitaron a distancias inferiores a las 3 unidades astronómicas (U.A.) y sirvieron de base para la formación de planetésimos que a través de la acreción donde se constituyeron formaron los planetas terrestres y asteroides tantos los actualmente conocidos como otros que se supone, hubo y sirvieron de base para la existencia de la luna o los asteroides, hace 5000 millones de años. 
Se ha estimado que la temperatura umbral fue inferior a 150 K (−120 °C), pudiéndose ubicar este lugar donde actualmente se sitúa la parte central del cinturón de asteroides a una distancia media de 2,7 unidades astronómicas (U.A.), siendo la más óptima para la constitución de gránulos solidificados de este material liviano a temperaturas del orden de 70 K (−200 °C) y a una distancia entre 4 y 5 U.A., muy cerca de la actual órbita del planeta Júpiter.
El término utilizado procede del uso derivado del mismo en las ciencias de la Tierra y principalmente geología histórica.